# بیاوا (گمینا ویلنگ)

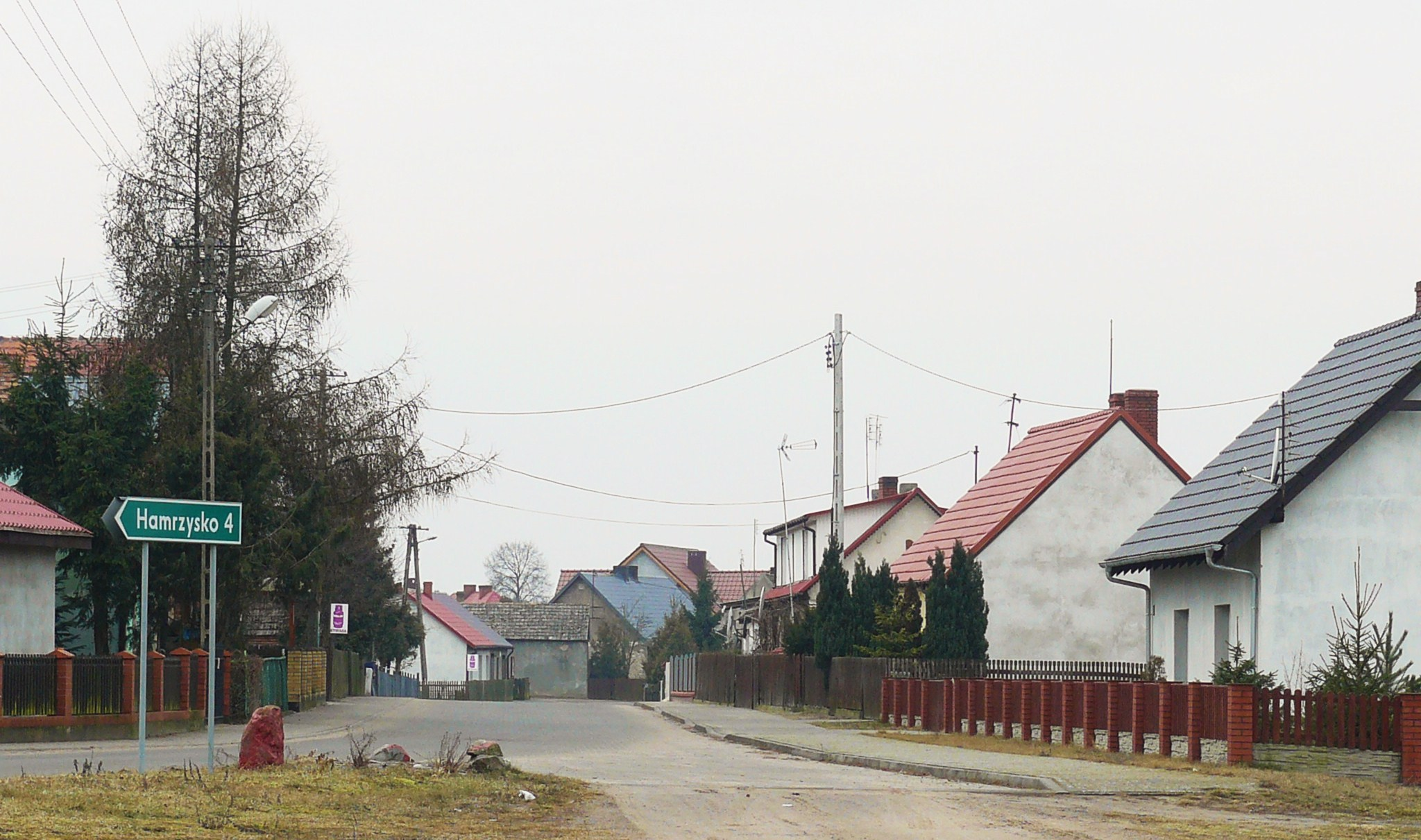
روستای بیاوا

بیاوا (به لهستانی:  Biała) یک روستا در لهستان است که در گمینا ویلنگ واقع شده‌است. بیاوا ۲۱۰وستای ی نفر جمعیت دارد.